# Death and Other Details
Death and Other Details ist eine US-amerikanische Kriminalkomödie in Form einer zehnteiligen Fernsehserie, die von Mike Weiss und Heidi Cole McAdams geschaffen wurde. Sie behandelt die Ermittlungen von Rufus Cotesworth, einst der „weltbeste Detektiv“, zu einem Mordfall in einem verschlossenen Raum eines Luxuskreuzfahrtschiffs. Weiss und McAdams ließen sich dabei maßgeblich durch die Werke von Agatha Christie inspirieren.
Die Premiere der Serie fand am 16. Januar 2024 auf dem US-Streamingdienst Hulu statt. Im deutschsprachigen Raum erfolgte die Erstveröffentlichung der Serie am 5. März 2024 durch Disney+ via Star als Original.

## Besetzung und Synchronisation
Die deutschsprachige Synchronisation entstand nach den Dialogbüchern von Stefan Wellner sowie unter der Dialogregie von Sebastian Schulz durch die Synchronfirma Lavendelfilm in Potsdam.
| Rolle                             | Schauspieler         | Synchronsprecher           |
| --------------------------------- | -------------------- | -------------------------- |
| Imogene Scott                     | Violett Beane        | Berenice Weichert          |
| Imogene Scott (jung)              | Sophia Reid-Gantzert | Asya Tolaz                 |
| Rufus Cotesworth                  | Mandy Patinkin       | Erich Räuker               |
| Anna Collier                      | Lauren Patten        | Rubina Nath                |
| Anna Collier (jung)               | Adrianna Olson       | Theresa Stavenhagen        |
| Leila Collier                     | Pardis Saremi        | Gabrielle Pietermann       |
| Teddy Goh                         | Angela Zhou          | Jill Böttcher              |
| Winnie Goh                        | Annie Q. Riegel      | Amelie Sophie von Redecker |
| Jules Toussaint                   | Hugo Diego Garcia    | Steven Merting             |
| Agent Hilde Eriksen               | Linda Emond          | Claudia Kleiber            |
| Eleanor Chun                      | Karoline Xu          | Ana Purwa                  |
| Celia Chun                        | Lisa Lu              | Denise Gorzelanny          |
| Llewellyn Mathers                 | Jere Burns           | Matthias Klages            |
| That Derek                        | Sincere Wilbert      | Vincent Borko              |
| Gouverneurin Alexandra Hochenberg | Tamberla Perry       | Maria Koschny              |
| Pater Toby                        | Danny Johnson        | Werner Böhnke              |
| Katherine Collier                 | Jayne Atkinson       | Katarina Tomaschewsky      |
| Lawrence Collier                  | David Marshall Grant | Bernd Vollbrecht           |
| Tripp Collier                     | Jack Cutmore-Scott   | Sebastian Schulz           |
| Sunil Bhandari                    | Rahul Kohli          | Florian Hoffmann           |
| Keith Trubitsky                   | Michael Gladis       | Johannes Berenz            |
| Simon                             | Leslie Kwan          | Daniel Gärtner             |
| Dominic                           | Edem Nyamadi         | Julian Bloedorn            |
| Hans                              | Byron Noble          | Oliver Betke               |
| Rezeptionistin                    | Susanna Buckley      | Carmen Katt                |
| Kira Scott                        |                      | Christina Wöllner          |

## Episodenliste
| Nr. | Deutscher Titel | Originaltitel | Erstveröffentlichung (USA) | Deutschsprachige Erstveröffentlichung (D/A/CH) | Regie           | Drehbuch                              |
| --- | --------------- | ------------- | -------------------------- | ---------------------------------------------- | --------------- | ------------------------------------- |
| 1   | Selten          | Rare          | 16. Jan. 2024              | 5. März 2024                                   | Marc Webb       | Heidi Cole McAdams & Mike Weiss       |
| 2   | Schäbig         | Sordid        | 16. Jan. 2024              | 5. März 2024                                   | David Petrarca  | Ryan Maldonado & Eduardo Javier Canto |
| 3   | Ärgerlich       | Troublesome   | 23. Jan. 2024              | 5. März 2024                                   | Alrick Riley    | Nick Bragg                            |
| 4   | Versteckt       | Hidden        | 30. Jan. 2024              | 5. März 2024                                   | Alrick Riley    | Mike Weiss                            |
| 5   | Exquisit        | Exquisite     | 6. Feb. 2024               | 5. März 2024                                   | Yangzom Brauen  | Jess Kimball Leslie                   |
| 6   | Tragisch        | Tragic        | 13. Feb. 2024              | 5. März 2024                                   | Yangzom Brauen  | Louisa Levy & Paul Alan Cope          |
| 7   | Unvergesslich   | Memorable     | 20. Feb. 2024              | 5. März 2024                                   | James Griffiths | Myung Joh Wesner                      |
| 8   | Schwindend      | Vanishing     | 27. Feb. 2024              | 5. März 2024                                   | James Griffiths | Heidi Cole McAdams & Angela Zhou      |
| 9   | Unmöglich       | Impossible    | 5. März 2024               | 5. März 2024                                   | Dinh Thai       | Louisa Levy                           |
| 10  | Erschreckend    | Chilling      | 5. März 2024               | 5. März 2024                                   | Dinh Thai       | Heidi Cole McAdams & Mike Weiss       |